# Meta Knight
Meta Knight är en datorspelsfigur och motståndare i många Kirby-spel och kunde ses första gången i spelet Kirby's Adventure från 1993. Hans kroppsform är rund, och han har en blå kappa och en vit mask för ansiktet. Han har dessutom ett svärd, kallat Galaxia Sword.
Han är rättvis och före matchen ger han Kirby ett svärd för att slåss svärd mot svärd med Kirby. Han har ett skepp som han använder att överta Popstar med, kallat Halberd. Det har även dykt upp en ljusblå version av honom i ett av spelen.

## Framträdanden
- Kirby's Adventure
- Kirby's Avalanche
- Kirby's Fun Pak
- Kirby Super Star Ultra
- Kirby's Star Stacker
- Kirby: Nightmare in Dream Land
- Kirby Air Ride
- Kirby & the Amazing Mirror
- Kirby: Power Paintbrush
- Kirby: Mouse Attack
- Super Smash Bros. Brawl
- Kirby's Adventure Wii